# Víktor Bíkov
Víktor Nikolàievitx Bíkov (en rus: Виктор Николаевич Быков) (Simferòpol, 19 de gener de 1939) va ser un ciclista soviètic, d'origen rus, que va córrer durant els anys 60 i 70 del segle xx. Va guanyar dos Campionat del món en Persecució per equips, i va participar en dos Jocs Olímpics.

## Palmarès
- 1967
  -  Campió del món amateur de Persecució per equips, amb Stanislav Moskvín, Mikhail Kolyushev i Dzintars Lācis
- 1969
  -  Campió del món amateur de Persecució per equips, amb Sergeï Kuskov, Stanislav Moskvín i Vladimir Kusnezov